# Марціян Домінік Волович
Марціян Домінік Волович гербу Богорія (пом. 5 серпня 1712) — державний діяч, дипломат Великого князівства Литовського та Речі Посполитої, хорунжий мстиславський (1692—1701), адміністратор скарбу литовського (1700—1703), великий литовський писар (1701—1703), підскарбій (1703) і маршалок (1704—1712); маршалок Головного трибуналу Великого князівства Литовського (1704).

## Життєпис
Марціян Домінік народився, ймовірно, у третій чверті XVII століття в сім'ї старости абельського Домініка Воловича та його дружини Еви Бальбіни з Савицьких, доньки воєводи берестейського Мельхіора Станіслава Савицького. Мав трьох братів — Станіслава, Кшиштофа Казімєжа та Вінцентія Пйотра.

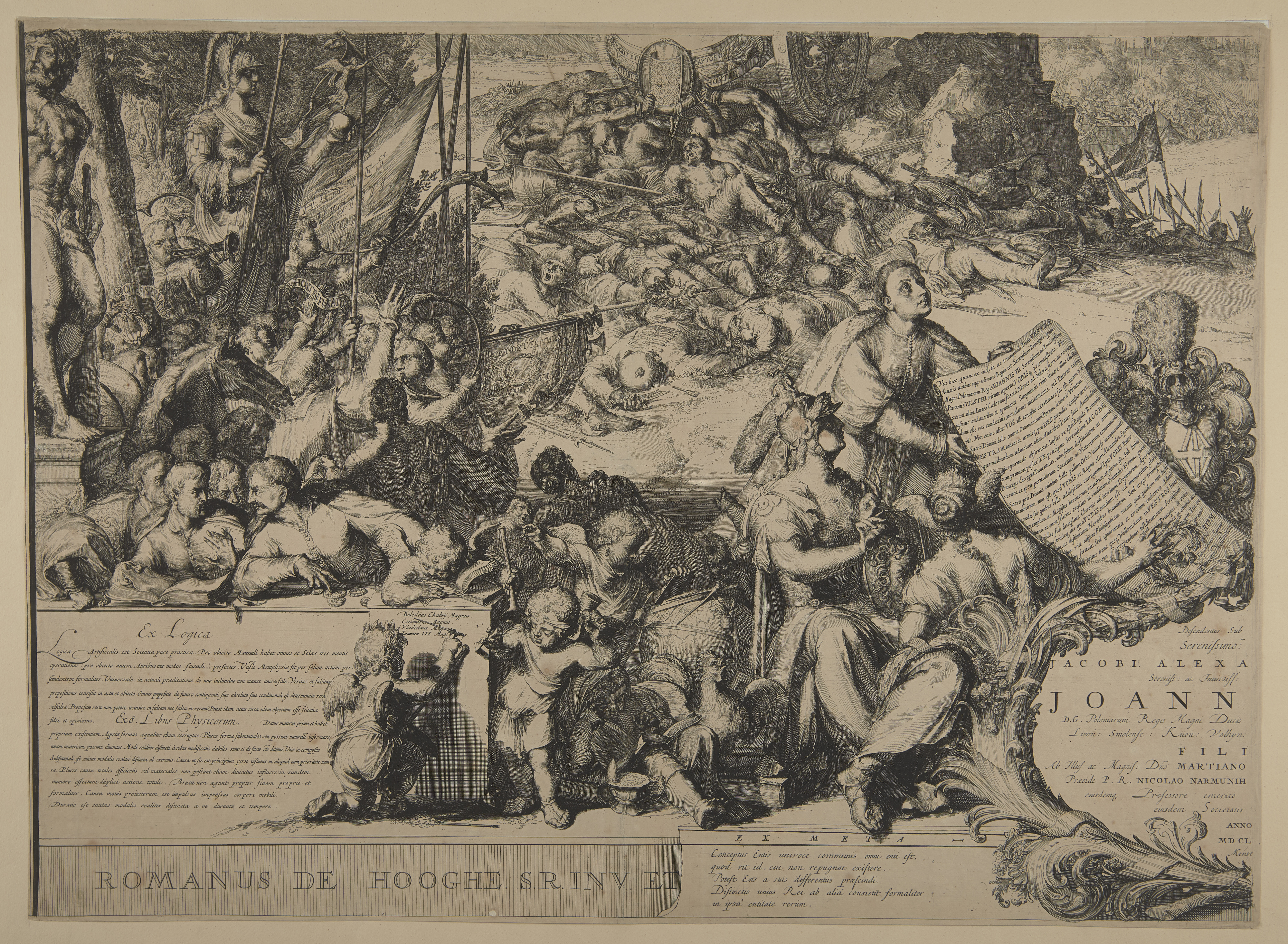
Нижня ліва частина гравюри Ромейна де Хоґе «Апофеоз Яна III Собєського. Теза Марціяна Домініка Воловича», 1685 рік

Навчався Марціян Домінік у Віленській академії на філософському факультеті, який закінчив, імовірно, 1685 року, здобувши докторський ступінь. На честь цього, а також, щоб подякувати королю, як своєму меценату, він замовив гравюру у видатного голландського художника Ромейна де Хоґе «Апофеоз Яна III Собєського. Теза Марціяна Домініка Воловича». У центрі композиції зображений сам фундатор, який дарує пергамент із присвятою трьом синам короля: Якубу, Александру та Константію. Таким чином Волович засвідчив свою лояльність до Яна III Собєського та його синів, що характеризує його як палкого прихильника сильної королівської влади, запровадження спадкової монархії, скасування liberum veto та шляхетської анархії.
4 липня 1690 року Волович згадується на посаді хорунжого мстиславського, яку обіймав до 1704 року. Обирався послом від Мстиславського воєводства на сейми 1690, 1692/1693, 1693, 1696 і 1697 років, 1695 року був послом від Полоцького воєводства. Був електором Августа II Фрідріха 1697 року від Мстиславського воєводства, як депутат підписав його pacta conventa. Посол мстиславський на коронаційний сейм 1697 року.
Марціян Домінік був одним із лідерів опозиційного до Сапігів угруповання республіканців. Наприкінці 1697 — на початку 1698 років був одним із організаторів посполитого рушення на сході Литви, яке пустошило маєтки Сапігів. 1698 року був обраний депутатом Головного трибуналу Великого князівства Литовського від Мстиславського воєводства та комісаром для перемовин із литовським військом щодо виплати жолду, 3 березня підписав Шкудський трактат з військом під проводом Григорія Антонія Огінського. 3 жовтня зайняв Могильовську економію, захопивши замок у Могильові. Наприкінці 1698 року брав участь у посполитому рушенні, був одним із учасників переговорів із Сапігами під Пузавичами, які завершилися підписанням угоди 20 грудня, підписав Пузавицьку постанову.
Волович був обраний директором Мстиславського сеймику 20 серпня 1700 року, який ухвалив скликання посполитого рушення під виглядом допомоги Августу II (фактично проти Сапігів). Був членом Олькеницької конфедерації 10 листопада 1700 року. На чолі мстиславської шляхти брав участь в Ошмянській та Олькеницькій битвах. 18 листопада цього ж року був призначений адміністратором скарбу литовського замість усунутого з посади підскарбія великого литовського Бенедикта Павла Сапіги. 24 листопада підписав Олькеницьку постанову, за якою був призначений комісаром при генерал-полковнику Міхалові Сервацію Вишневецькому з Мстиславського воєводства.
Обирався послом на сейми 1701, 1701—1702, 1703 років від Віленського повіту. 1701 року отримав посаду писаря великого литовського.
1702 року Волович був одним з ініціаторів вступу Речі Посполитої у Північну війну 1700—1721 років на боці Московського царства. На Віленському з'їзді шляхти Речі Посполитої 1703 року він був обраний одним із послів до короля (фактично на Мальборкську вальну раду). На сеймі 1703 року разом з Людвіком Константієм Потієм отримав на 2 роки право на збирання податків (мит і монополію на тютюн). Був одним із підписантів Яворівського трактату 1703 року між Річчю Посполитою та Московією. Під час Люблінського сейму 13 вересня цього ж року був номінований королем на посаду підскарбія великого литовського, проте невдовзі був змушений полишити її під натиском Огінських на користь Людвіка Константія Потія.
4 лютого 1704 року був призначений на посаду маршалка великого литовського, якої був позбавлений Александр Павел Сапіга. Цього ж року був обраний маршалком Головного трибуналу Великого князівства Литовського, був також членом Сандомирської конфедерації. Після переходу Кароля Станіслава Радзивіла на бік Станіслава Лещинського, отримав 25 серпня 1706 року від Августа II Кричевське староство, яке зайняв із допомогою московського війська.
Марціян Домінік входив до складу обраної на Львівській вальній раді 1707 року делегації до Петра І, вів переговори з представниками царя в Жовкві. Під час Люблінської вальної ради був обраний директором провінційної ради Великого князівства Литовського. Очолював з'їзд литовської шляхти в Новогрудку 3—19 грудня 1707 року, учасники якого склали присягу на вірність союзу з Московським царством. Наприкінці 1708 — на початку 1709 років перебував у війську під проводом Григорія Антонія Огінського, яке діяло на Волині проти прихильників Станіслава Лещинського. Напередодні прибуття московського корпусу Ніколая Інфлянта на допомогу Огінському, Волович вирушив до коронного гетьмана Адама Міколая Сенявського з пропозицією об'єднати сили для спільного наступу. Був учасником Варшавської вальної ради 1710 року.
Марціян Волович був послом до московського царя 1710 року, мав спробувати домогтися, зокрема, передачі Інфлянтів Речі Посполитій. За таємним дорученням Августа II, саксонський посол у Петербурзі Фрідріх Вітцтум фон Ексштедт всіляко перешкоджав посольству, тому що польський король сподівався долучити Інфлянти безпосередньо до Саксонії. Значних успіхів посольство не здобуло, проте через загострення ворожнечі між Московським царством і Османською імперією, були здобуті певні поступки для Речі Посполитої та з її території були виведені московські війська.
Невдовзі після повернення з посольства Марціян Домінік Волович важко захворів і 5 серпня 1712 року помер.

## Сім'я
Марціян Домінік Волович був одружений тричі. Першою дружиною була Гелена, донька хорунжого великого литовського Кшиштофа Казімєжа Білозора, яка померла між 1692 і 1693 роком бездітною.
Вдруге хорунжий мстиславський одружився 1694 року з Александрою Геленою (пом. 1704), донькою старости новомейського Станіслава Самуеля Шеміота. Дітей не мали.
Третій шлюб уже в статусі маршалка великого литовського Волович уклав із Антоніною, донькою каштеляна волинського Стефана Загоровського. Подружжя було бездітним. Після смерті Марціяна Домініка вона вийшла заміж за Томаша Юзефа Замойського.